# Waitakaruru-Skulpturenpark
Der Waitakaruru-Skulpturenpark ist eine in einem ausgedehnten Landschaftspark gelegene Skulpturensammlung in der neuseeländischen Waikato-Region.

## Lage und Geschichte
Der Waitakaruru-Skulpturenpark liegt unweit der neuseeländischen Städte Cambridge und Hamilton in der Nähe der alten Māori-Siedlung Tauwhare auf einer Anhöhe, die Aussichten über weite Teile der zentralen Waikato-Region bietet. Der maorische Name bedeutet 'Die Eule am Wasser'.
Der Park entstand auf einem verlassenen Steinbruchgelände und dessen Umgebung und geht auf eine private Initiative von John und Dorothy Wakeling zurück, die über 30 Jahre lang in der Planung, Anlage und Leitung des Parks engagiert waren. Umfangreiche Bepflanzungen und Landschaftsgestaltung verwandelten die Industriebrache in ein Arboretum (Baumpark) und eine der größten Freiluftgalerien Neuseelands. Im Laufe der Jahre wurde die 17,5 ha (42 Acres) mit einheimischen neuseeländischen Bäumen und Sträuchern bepflanzt, hinzu kamen an Stellen mit geeignetem Kleinklima auch Pflanzen aus Asien, Amerika und Afrika. Seit 2011 ist die Anlage als Dauerwald von der Emissions Trading Scheme zertifiziert, welche der Sequestrierung von Karbondioxid dient.
Die Steinbrucharbeiten hatten einen Ort mit einer ungewöhnlichen Ästhetik hinterlassen, die durch menschliche Aktivitäten im großen Stil entstanden war. Die 30 m hohen, steilen Klippen, die mit Steinen übersäten Hänge, die geschwungenen Kurven der Steinbruchstraßen und die ruhigen Absetzbecken stellten eine Landschaft dar, die neben den aufgeforsteten Flächen, kongeniale Standorte für die Platzierung der Skulpturen und Installationen bot.
Im Jahr 2005 wurde der Park als Skulpturenpark und Arboretum der Öffentlichkeit zugänglich gemacht. Die ausgestellten Standbilder und Installationen waren und sind Dauerleihgaben oder Geschenke der Künstler. Im Laufe der Zeit ist im Park eine Sammlung von mehr als hundert permanent gezeigten Werken entstanden. Seit der Eröffnung des Parks gab es zudem mehr als 25 Sonderausstellungen, welche das lokale und nationale Bewusstsein für die Möglichkeiten der Kunst im Freien geschärft haben. Der Skulpturenpark und das Waitakaruru Arboretum werden heute vom Art-in-Nature Arboretum Trust betreut, der das Personal vor Ort beschäftigt und dafür sorgt, dass der Park nach Prinzipien der Nachhaltigkeit gepflegt wird.

## Konzeption und Künstler
Seit seiner Entstehung zeigt der Skulpturenpark Werke neuseeländischer, aber auch internationaler Gegenwartskünstler. Das Spektrum der Ausstellungsstücke reicht von Büsten über Standbilder von Menschen- und Tieren bis zu abstrakten Werken; die Materialien umfassen Marmor und Sandstein, Holz, Metall und Glas sowie synthetische Grundstoffe. Ein erheblicher Teil der Kunstwerke wurde aus recyclten Stoffen hergestellt. Einige der Kunstwerke sind interaktiv, sie sind begehbar oder werden von Naturkräften wie Wind und Gewässerströmungen bewegt. Die Werke sind an passenden Orten aufgestellt, die besondere tageszeitliche Beleuchtungen und eine oft symbiotische Beziehung zur umgebenden Flora und Fauna ermöglichen, um die Mitproduktivität natürlicher Umgebungen und Prozesse bei der Kunstbetrachtung zu unterstreichen.
Der Waitakaruru Skulpturen Park steht in Traditionen moderner europäischer und amerikanischer, aber auch asiatischer (u. a. von Zen-Prinzipien) beeinflusster Landschaftsparks, welche die Verwandtschaft und Interaktion naturhafter und kultureller Schöpfungsprozesse erkennbar machen und zu Dialog, Meditation und künstlerischer Inspiration einladen.
Gezeigt werden Werke von zeitgenössischen Bildhauern wie Karin Barr, Katherine Batchler, Andrew de Boer, Brit Bunkley, Andrea du Chatenier, Trish Clarke, Paul Dibble, Scott Eady, Pat Foster, Aaron Frater, Andrea Gardner, Brett Graham, Sam Ireland, Gaye Jurisich, Dermot Kelly, Hannah Kidd, Nic Moon, Jocelyn Pratt, Louise Purvis, Ben Robertson, Rebecca Rose, Sylvia Sinel, Terry Stringer, Johnny Turner, Greer Twiss, Clovis Viscoe, Richard Wedekind, Steve Woodward.
Der Skulpturenpark verfügt über Seminarräume und ein Café und wird auch für Bildungsveranstaltungen, Teambuildingsaktivitäten und Künstler-Freizeiten genutzt.